# Наследственное свойство
В математике наследственное свойство — свойство объекта, которое выполняется для всех его подобъектов. Конкретное значение термина «подобъект» зависит от контекста и конкретного вида объекта. Свойство может быть наследственным само по себе (то есть для любого объекта, для которого выполняется это свойство, оно будет выполняться и для любого подобъекта), либо быть наследственным для данного конкретного объекта (в таком случае говорят, что свойство наследственно выполняется для этого объекта).

## Топология
Говорят, что свойство {\displaystyle P} наследственно выполняется в топологическом пространстве, если оно выполняется для всех его подпространств. В таком случае обычно говорят, что пространство наследственно {\displaystyle P}. Например, конечное пространство является наследственно компактным, поскольку любое его подпространство — компактно. Свойство {\displaystyle P} слабо наследственно или замкнуто наследственно в топологическом пространстве, если оно выполняется для всех его замкнутых подпространств. Пример: компактное хаусдорфово пространство является слабо наследственно компактным.
Свойство само по себе называется наследственным, если его выполнение для топологического пространства влечёт его выполнение в любом подпространстве (то есть если оно наследственно выполняется для всех топологических пространств). Пример наследственного свойства — хаусдорфовость. Аналогично определяется понятие слабо наследственного свойства, пример такого свойства — одновременная хаусдорфовость и компактность.

## Теория множеств
Для множеств есть 2 неэквивалентных понятия наследственности свойства:
Пусть {\displaystyle P} — некоторое свойство множества. Говорят, что множество наследственно {\displaystyle P} (свойство {\displaystyle P} наследственно выполняется для множества), если выполнены 2 условия:
1. свойство {\displaystyle P} выполняется для самого множества;
2. свойство {\displaystyle P} наследственно выполняется для элементов этого множества.

Это означает, что свойство должно выполняться и для множества, и для его элементов, и для элементов элементов, и так далее. Примеры:
- Наследственно конечное множество — конечное множество из наследственно конечных множеств. Эквивалентное определение: множество, транзитивное замыкание которого конечно. Множество всех наследственно конечных множеств ZF образует модель для ZF без аксиомы бесконечности.
- Наследственно счётное множество — счётное множество из наследственно счётных множеств. Здесь под словом «счётное» понимается «не более чем счётное». В случае, если выполнена аксиома счётного выбора, можно дать эквивалентное определение: множество, транзитивное замыкание которого счётно.
- Наследственное множество — множество, для которого наследственно выполняется свойство «быть множеством». Данное понятие имеет ценность в теориях множеств с урэлементами, где не каждый объект теории является множеством. Наследственное множество — это множество, элементы которого сами наследственные множества. В ZF все множества являются наследственными.

В отсутствии аксиомы регулярности определение данное выше может столкнуться с бесконечной рекурсией. Поэтому обычно наследственному выполнению свойства дают альтернативное определение, эквивалентное данному выше в случае присутствии аксиомы регулярности, и остающееся корректным в случае её отсутствия. Говорят, что множество наследственно {\displaystyle P}, если свойство {\displaystyle P} выполнено для самого множества и для всех элементов его транзитивного замыкания.
Свойство множеств называется наследственным (само по себе), если выполнение этого свойства для некоторого множества влечёт за собой выполнение этого свойства для всех его подмножеств. Наследственными являются свойства быть конечным, быть не более чем счётным. Не наследственным свойством является, например, быть транзитивным.
В отличие от случая топологических пространств для множеств понятия «наследственное свойство» и «множество наследственно имеет свойство» имеют совершенно разный смысл. Два различных понятия наследственности не стоит путать: в одном случае подобъектом считается элемент множества, а в другом — подмножество.